# Novokoerjanovo
Novokoerjanovo (Russisch: Новокурьяново ) is een gepland station van de Boetovskaja-lijn van de Moskouse metro. Het station is er een van het trio dat het zuidelijkste stuk van het metronet zal vormen. De plannen zijn al gemaakt in 2008 en de opening stond gepland voor 2015, de bouw is echter uitgesteld. Op de plankaart van 2016 komt het trio niet meer voor en een opening in 2020 is dan ook twijfelachtig. Het station komt net ten westen van het spoorwegtestcentrum te liggen en een verlenging naar het spoorwegstation aan de oostzijde daarvan ligt voor de hand.